# 타임캡슐

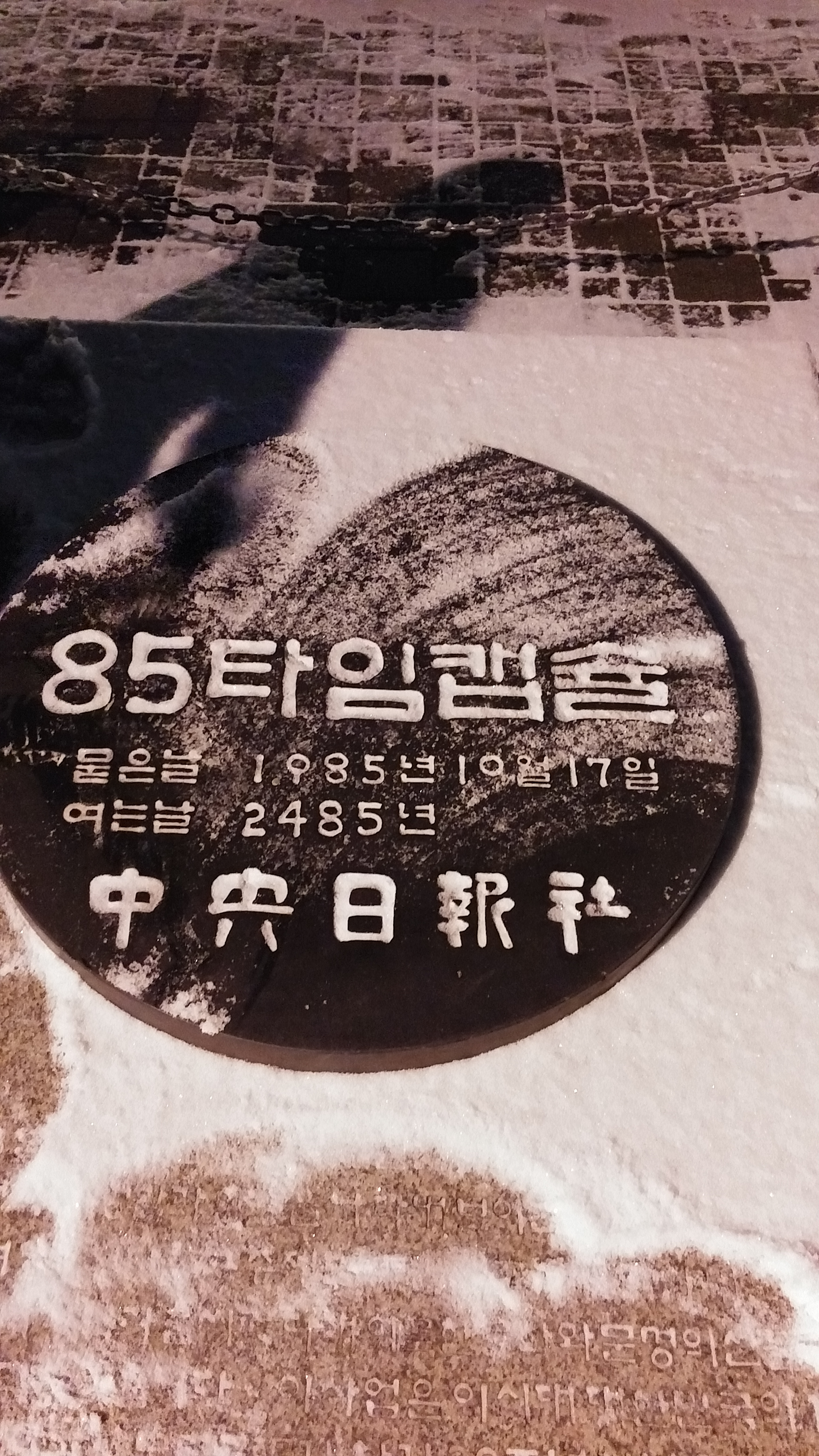
서울 남산에 매설된 85타임캡슐

타임캡슐(영어: time capsule), 또는 기억상자는 미래의 어느 시점에서 다시 개봉하는 것을 전제로 그 시대의 대표적인 물건 등을 모아 묻는 용기(用器)이다. 또는 그러한 용기를 땅에 묻는 것을 말한다.

## 최초 타임캡슐
세계 최초의 타임캡슐은 1939년 미국에서 만들어진 것이 시초다. 웨스팅하우스 전기회사가 제작한 것으로 길이 2.3m, 굵기 15cm의 어뢰형 캡슐을 지하 150m에 묻었다. 캡슐 속에는 성경, 달러, 미키마우스 모자, 통신 판매 카탈로그, 백과사전, 신문 마이크로 필름, 뉴스 영화 등이 담겨졌다. 통은 부식에 잘 견딜 수 있도록 강철, 크롬, 은의 특수 합금으로 만들었다. 캡슐의 개봉연도는 1939년으로부터 5천 년 후인 6939년이다.
비슷한 개념의 행위나 발견은 고대에도 있었으나, 타임캡슐의 개념 및 용어는 1930년대 미국에서 비롯된 것으로 알려져 있다. 현재 대한민국에서도 각 공적 기관이나 사적 모임 등에서 몇 년 뒤 공개를 전제로 타임캡슐을 묻기도 한다.

## 서울시
서울시의 경우 서울 정도 600주년을 맞아 남산골에 타임 캡슐을 묻었는데 500년 후의 후손들이 보도록 하였다.

## 같이 보기
- 타임캡슐 목록
- 아카이브
- 마인드맵